# Llagostera, Spanien
Llagostera är en kommunhuvudort i Spanien.   Den ligger i provinsen Província de Girona och regionen Katalonien, i den östra delen av landet, 600 km öster om huvudstaden Madrid. Llagostera ligger 136 meter över havet och antalet invånare är 6 713.
Terrängen runt Llagostera är kuperad åt sydost, men åt nordväst är den platt.  Närmaste större samhälle är Girona, 18,2 km norr om Llagostera. I omgivningarna runt Llagostera växer i huvudsak blandskog.